# Cayo Poncio

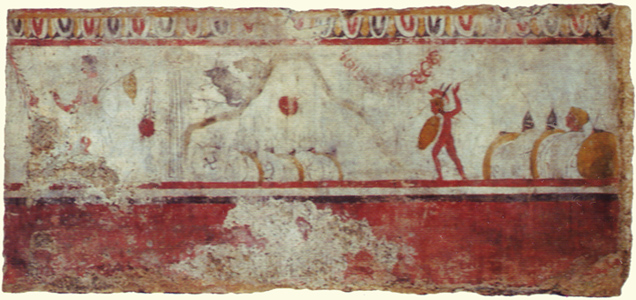
Fresco con la Batalla de las Horcas Caudinas

Cayo Poncio (en latín Gaius Pontius, a veces escrito como Gavius Pontius o simplemente Pontius) fue un comandante samnita perteneciente al clan de Varriani durante la segunda guerra samnita, que enfrentó a este pueblo con la República Romana, conocido sobre todo por haber derrotado a las legiones romanas en la batalla de las Horcas Caudinas en el año 321 a. C.
Hijo de Herenio Poncio, Cayo Poncio era uno de los meddix tuticus, un cargo samnita similar al de magistrado o cónsul romano, aunque con menor poder efectivo ya que la sociedad samnita no se hallaba tan nuclearizada como la romana, por lo que el poder central era bastante débil. Durante la segunda guerra samnita dispuso de un ejército de 8000 infantes y 900 jinetes, que empleaba el manípulo como unidad básica, y que fue posteriormente adoptado por los romanos. Con este ejército Poncio obtuvo una serie de victorias iniciales, como la toma de las ciudades de Canusium y de Gnaitha, y la victoria sobre un ejército romano que había penetrado en el Samnio, compuesto por 11 000 infantes y 1200 caballeros y bajo las órdenes de Cornelio Léntulo. No obstante, los samnitas no supieron aprovechar estas victorias, y los romanos siguieron presionando a sus enemigos dentro del propio territorio samnita.
En el año 321 a. C., los romanos se hallaban recorriendo el Samnio y Poncio, que permanecía acampado en Caudio, descubrió que el ejército romano se hallaba cerca de la ciudad de Calacia. Ideó entonces un plan para engañar a los romanos, y envió diez soldados disfrazados de pastores al campamento romano, para que propagaran el engaño de que el ejército samnita se hallaba asediando la ciudad de Lucera, en la Apulia. Los romanos cayeron en la trampa, y cuando se dirigían a socorrer a Lucera, su ejército fue cercado y obligado a rendirse en la batalla de las Horcas Caudinas; no obstante, Poncio no logró conquistar a continuación Lucera, defendida por Lucio Papirio Cursor. Años más tarde, lograría una nueva victoria sobre los romanos en la batalla de Lautulae, librada en el año 315 a. C., aunque poco útil tras la posterior derrota samnita en Tarracina.
Cayo Poncio sería finalmente capturado por Fabio Máximo Ruliano y ejecutado en el año 292 a. C., aunque una fecha tan posterior al episodio de las Horcas Caudinas induciría a pensar que probablemente se tratara de su hijo. Debido al praenomen Pontii, de origen samnita, suele ser considerado tradicionalmente como antepasado directo de Poncio Pilatos, el prefecto de la provincia de Judea en el siglo I.